# Ranitomeya toraro
Ranitomeya toraro é uma espécie de anfíbio da família Dendrobatidae. Pode ser encontrada no Brasil, nos estados do Acre, Rondônia e Amazonas, e na Colômbia, do departamento de Amazonas.